# احمد الناظری
احمد الناظری (انگلیسی: Ahmed Al-Nadhri؛ زادهٔ ۹ فوریهٔ ۱۹۹۳) یک ورزشکار اهل عربستان سعودی است.
از باشگاه‌هایی که در آن بازی کرده‌است می‌توان به باشگاه فوتبال الاتحاد و باشگاه فوتبال هجر عربستان سعودی اشاره کرد.